# Arachis helodes
Arachis helodes es una especie de planta floral del género Arachis, categorizada en la tribu Dalbergieae, de la subfamilia Faboideae.

## Distribución
Especie nativa de América del Sur: Brasil. Crece en el bioma tropical.

## Taxonomía
Fue descrita por Mart. ex Krapov. & Rigoni.
Tratamiento taxonómico
La especie aparece registrada y publicada en Darwiniana 11: 451 (1958).